# Acoperământul Maicii Domnului

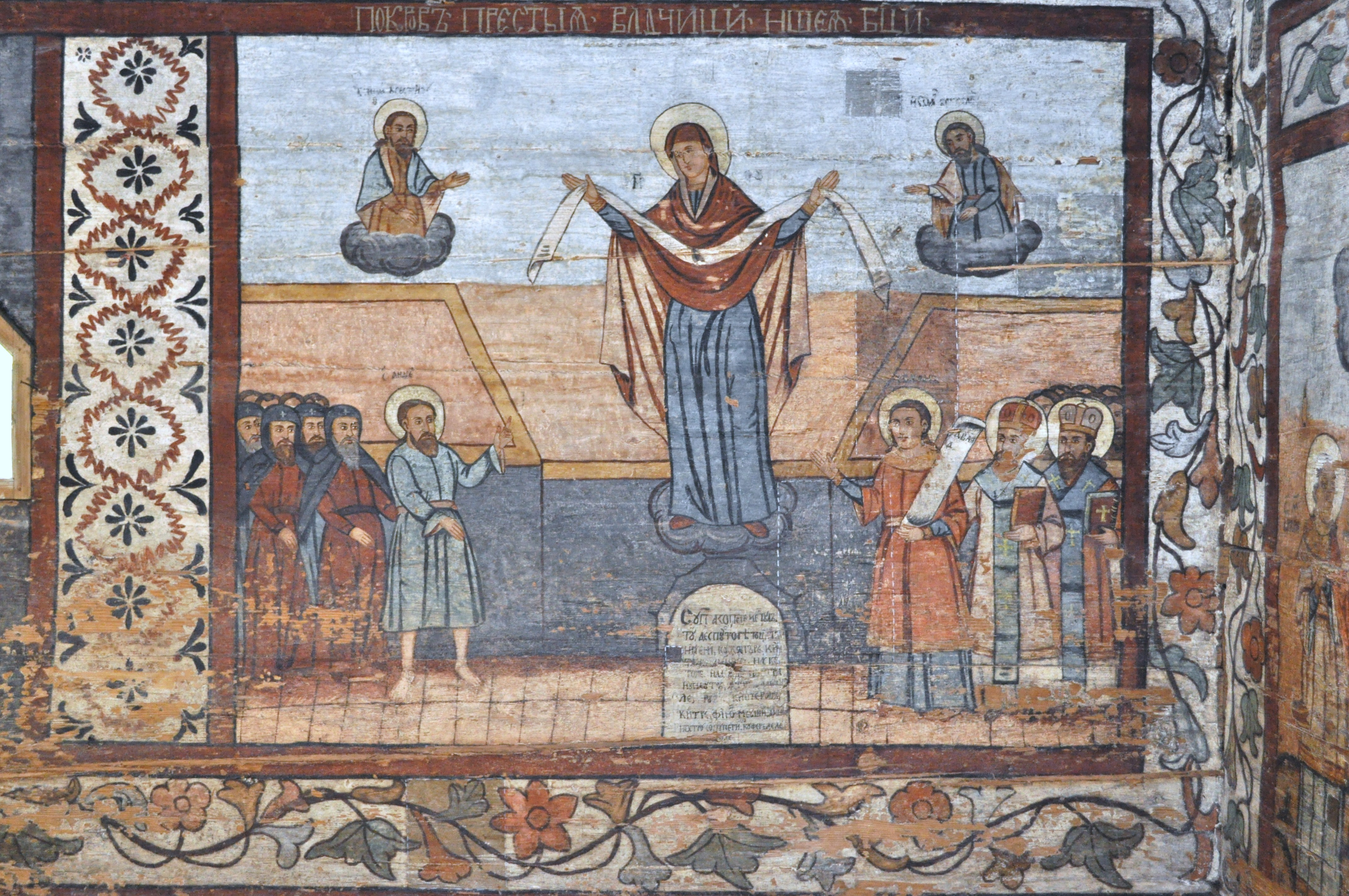
Pokrova Precista, Biserica de lemn din Cuhea (Bogdan Vodă), sec. al XVIII-lea.

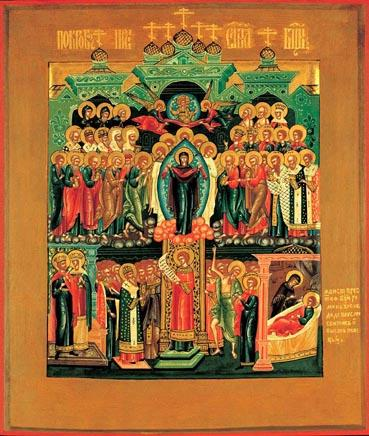
Icoana Acoperământului Maicii Domnului, secolul al XIX-lea, Rusia

Acoperământul Maicii Domnului, cunoscută în spațiul slav ca Pocrov (în rusă Покров Пресвятой Богородицы, transliterat: Pokrov Presviatoi Bogorodițî), este o sărbătoare a Maicii Domnului prăznuită în Biserica Ortodoxă și în bisericile greco-catolice. Sărbătoarea amintește o minune care a avut loc la Constantinopol în secolul al IX-lea: apariția Sfintei Fecioare Maria în fața ascetului Andrei și celebrează protecția oferită creștinilor de Maica Domnului. Ziua prăznuirii acestei sărbători este 1 octombrie (sau 14 octombrie în bisericile ce folosesc calendarul iulian).

## Tradiție
Conform tradiției creștin-ortodoxe, Maica Domnului s-a arătat în secolul al IX-lea în Biserica Vlaherne din Constantinopol (actualul Istanbul), unde erau păstrate atunci mai multe relicve sacre ale ei (veșmântul, omoforul și o parte din brâu). Biserica „Sfânta Maria” din Vlaherne fusese construită în anii 450 de împărăteasa Pulcheria, soțul ei Marcian (450-457), în suburbia Vlaherne a capitalei imperiale Constantinopol.
Apariția Maicii Domnului a avut loc în timpul domniei împăratului Leon cel Înțelept (886-912). Astfel, potrivit tradiției, la 1 octombrie, în timpul privegherii de toată noaptea în cinstea Maicii Domnului în Biserica din Vlaherne cam pe la orele 4 dimineața, ascetul Andrei (care era de naționalitate slavă sau, după alte surse, scită) a trăit un moment de extaz mistic și a văzut-o trecând prin ușile împărătești pe Sfânta Fecioară Maria, sprijinită de sfinții Ioan Botezătorul și Ioan Evanghelistul și urmată de un alai de sfinți îmbrăcați în haine albe. Alaiul s-a îndreptat spre amvon, unde Maica Domnului a îngenuncheat și a început să se roage în lacrimi pentru toți credincioșii creștini. Sfânta Fecioară Maria i-a cerut fiului ei, Iisus Hristos, să primească rugăciunile tuturor oamenilor care îl imploră, invocând numele ei.
După terminarea rugăciunii, Maica Domnului s-a apropiat de altar și a continuat să se roage, apoi s-a înălțat în văzduh și și-a întins acoperământul ei peste toți oamenii care se aflau în biserică în semn de ocrotire a lor. Ascetul Andrei, martor la acest eveniment, l-a întrebat atunci pe ucenicul său, Epifanie: „Oare vezi, frate, pe Împărăteasa și Doamna tuturor, care se roagă pentru toată lumea?”, iar Epifanie i-a răspuns: „O văd, sfinte părinte, și mă minunez, că o văd acoperind pe oamenii ce sunt în sfântul locaș cu cinstitul ei omofor, ce strălucește mai mult decât soarele”.
Potrivit Cronicii vremurilor trecute, scrisă în jurul anului 1113 de Nestor Cronicarul, locuitorii Constantinopolului au invocat ajutorul Maicii Domnului pentru a-i proteja de un atac al unei mari flote a rusilor (rusii erau încă păgâni în acea vreme), conduse de Askold și Dir. Potrivit lui Nestor, sărbătoarea aniversează distrugerea prin intervenția divină a acestei flote cândva prin anii 864-867 sau, potrivit istoricului rus Aleksandr Vasiliev, la 18 iunie 860. Cronica vremurilor trecute consemnează că, înaintea bătăliei, a avut loc o priveghere de toată noaptea și o scufundare a veșmântului Maicii Domnului în apele mării, în apropierea Bisericii Vlaherne, dar nu menționează nici prezența Sfinților Andrei și Epifanie și nici viziunea Maicii Domnului în rugăciune.

## Iconografie
Icoana sărbătorii, care nu se regăsește în arta bizantină, o înfățișează în partea superioară pe Fecioara Maria înconjurată de o aureolă luminoasă. Ea ține pe brațele ei întinse un orar sau un voal, care simbolizează protecția oferită credincioșilor. De o parte și de alta a Maicii Domnului se află numeroși sfinți și îngeri, dintre care mulți sunt recunoscuți de credincioși: apostolii, Ioan Botezătorul, Nicolae etc. Mai jos este reprezentat Sfântul Andrei cel nebun pentru Hristos, arătând spre Fecioara Maria și întorcându-se către ucenicul său Epifanie. De obicei, vălul cu care Maica Domnului protejează omenirea este mic și ținut fie în mâinile ei întinse, fie de doi îngeri.

## Prăznuire

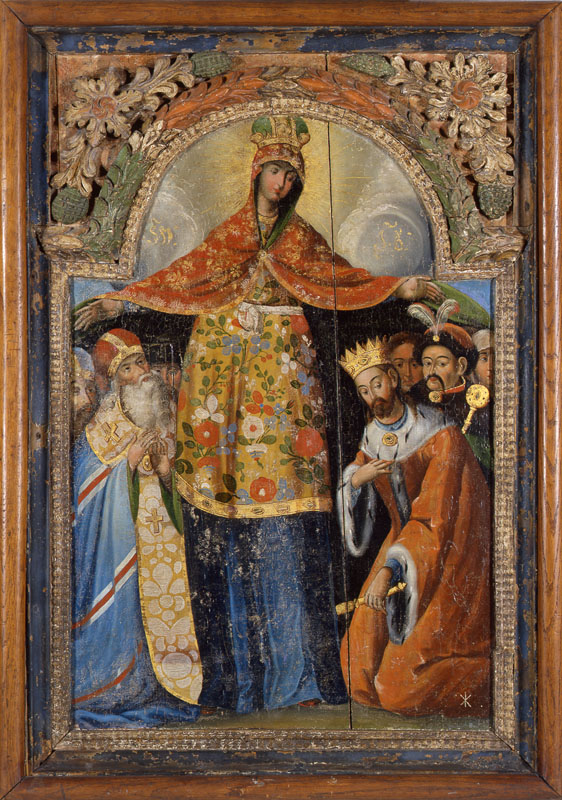
Maica Domnului ocrotindu-l pe hatmanul cazac Bogdan Hmelnițki (în dreapta). Sfârșitul sec. al XVII-lea - începutul sec. al XVIII-lea, Ucraina.

Acoperământul Maicii Domnului celebrează minunea dezvăluirii ocrotirii Maicii Domnului, răspândită în întreaga lume, și a marii sale iubiri pentru omenire. Ea este o sărbătoare religioasă în Bisericile Ortodoxe de rit bizantin.
Începuturile acestei sărbători au avut loc în spațiul grecesc, unde a fost ținută cu mare evlavie, mai ales de călugării de la Muntele Athos. Biserica Ortodoxă Greacă sărbătorește Acoperământul Maicii Domnului, începând din 1952, în ziua de 28 octombrie. Această zi are statut de sărbătoare națională în Grecia, deoarece atunci este aniversată respingerea atacului italian asupra Greciei, care a avut loc în 1940, în timpul celui de-al Doilea Război Mondial.
Sărbătoarea a pătruns apoi în spațiul slav prin secolul al XII-lea, când a început să fie prăznuită de Biserica Ortodoxă Rusă. Odată cu creșterea influenței ruse în Țările Române, Biserica Ortodoxă Română a preluat această sărbătoare, care a fost celebrată la început mai mult în mănăstiri și a fost înscrisă în calendarul religios pe 1 octombrie. Cinstirea sărbătorii s-a extins apoi tot mai mult în spațiul românesc, iar evlavia credincioșilor și a preoților a făcut să-i fie dedicate mai multe biserici.
O deosebită importanță o are această sărbătoare în spațiul cultural slav. Ea este considerată sărbătoare regională în unele regiuni ale Federației Ruse și are o deosebită importanță în Ucraina, unde este sărbătorită pe 14 octombrie ca o sărbătoare religioasă, națională și familială. Încă din trecut, cnejii, regii și hatmanii ucraineni au ales-o pe Maica Domnului ca ocrotitoarea a lor. O icoană aflată în Muzeul Național de Artă al Ucrainei o înfățișează pe Fecioara Maria acoperindu-l cu veșmântul ei pe hatmanul cazac ucrainean Bohdan Hmelnițki. Prin decret al președintelui Ucrainei, ziua de 14 octombrie, când se sărbătorește Acoperământul Maicii Domnului, a fost stabilită ca Ziua Cazacilor Ucraineni (în ucraineană День Українського козацтва).

## Biserici dedicate

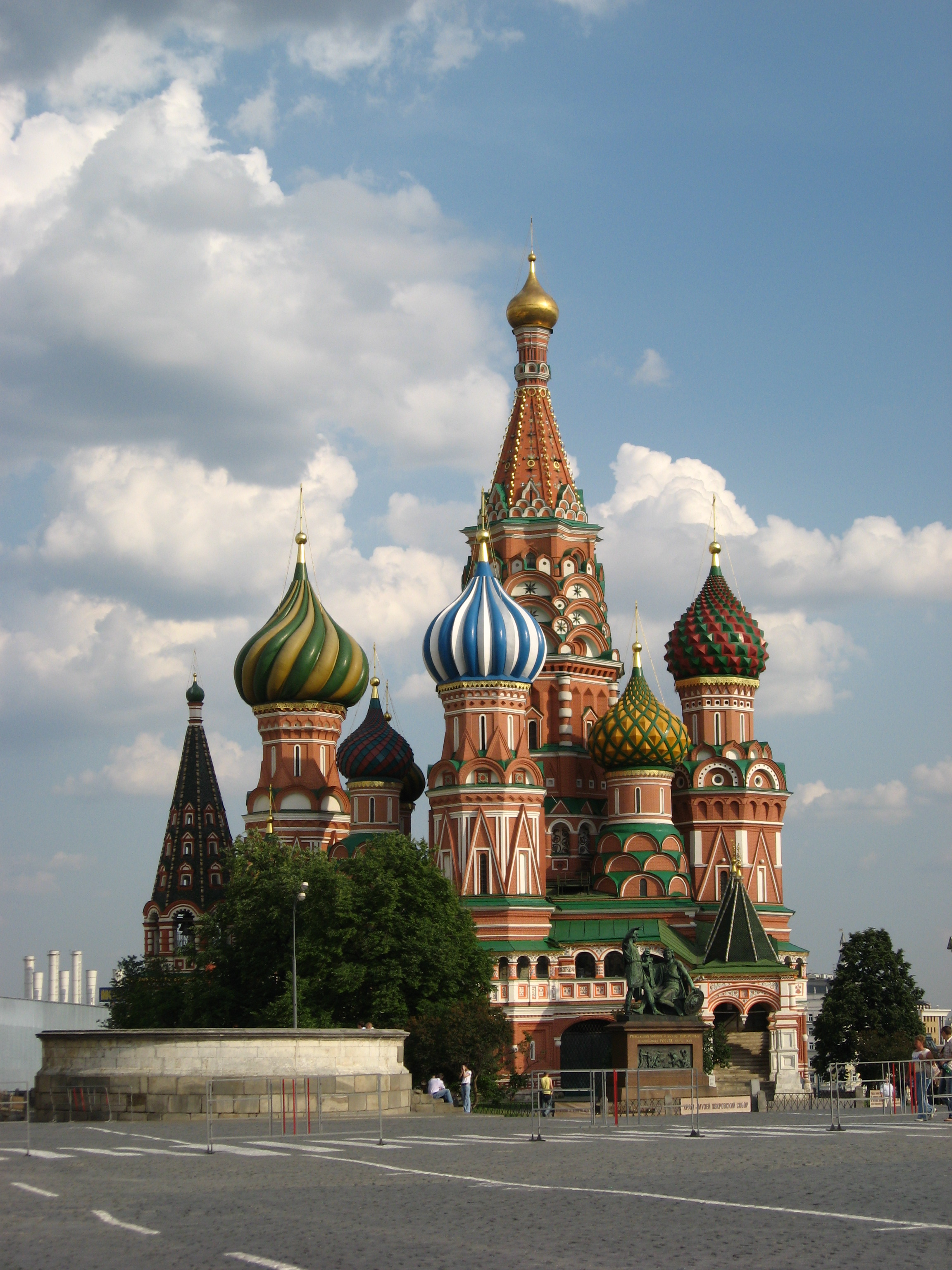
Catedrala „Acoperământul Maicii Domnului” din Șanț, mai cunoscută ca Biserica „Sfântul Vasile Blajenîi”

Mai multe biserici ortodoxe din întreaga lume poartă numele acestei sărbători. Primele biserici dedicate Acoperământului Maicii Domnului au apărut în Rusia în secolul al XII-lea. Probabil cea mai cunoscută biserică rusă cu acest hram este Catedrala „Sfântul Vasile” din Piața Roșie a Moscovei, care se numește oficial „Biserica Acoperământul Maicii Domnului din Șanț” (în rusă Собор Покрова пресвятой Богородицы, что на Рву) sau pe scurt „Catedrala Acoperământului din Șanț” (în rusă Храм Покрова „на рву”). O altă biserică faimoasă este Biserica Acoperământului din Bogoliubovo, lângă Vladimir, pe râul Nerl (în rusă Церковь Покрова на Нерли). Ambele biserici se află pe lista patrimoniului mondial al UNESCO, aceasta din urmă făcând parte din grupul Monumentele albe din Vladimir și Suzdal. Există, de asemenea, o biserică închinată Acoperământului Maicii Domnului la Sankt Petersburg.
Alte biserici notabile care sunt dedicate acestei sărbători sunt Biserica ortodoxă rusă „Acoperământul Maicii Domnului” din Manchester, Anglia și Biserica ortodoxă rusă „Acoperământul Maicii Domnului” și Sfântul Serghie din Glen Cove, New York.
Multe biserici ucrainene din Statele Unite ale Americii și din Canada sunt, de asemenea, numite în cinstea acestei sărbători.